# Thecla literatus
Thecla literatus är en fjärilsart som beskrevs av Druce 1907. Thecla literatus ingår i släktet Thecla och familjen juvelvingar. Inga underarter finns listade i Catalogue of Life.